# Moldavsko na Eurovision Song Contest
Moldavsko se zúčastnilo 19 ročníků soutěže Eurovision Song Contest, poprvé v roce 2005. Země od té doby na soutěži nechyběla ani jednou. Soutěž vysílá veřejnoprávní společnost TMR.
Nejlepším výsledkem země je třetí místo, které v roce 2017 získala skupina SunStroke Project s písní „Hey Mamma“. Mezi deset nejlepších se Moldavsko dostalo hned při svém debutu v roce 2005, kdy skupina Zdob și Zdub skončila na 6. místě. Na předních příčkách skončili také Natalia Barbu (2007), DoReDoS (2018) a při svém druhém návratu opět Zdob și Zdub společně s Advahov Brothers (2022). Do finále Moldavsko nepostoupilo 6krát.

## Historie

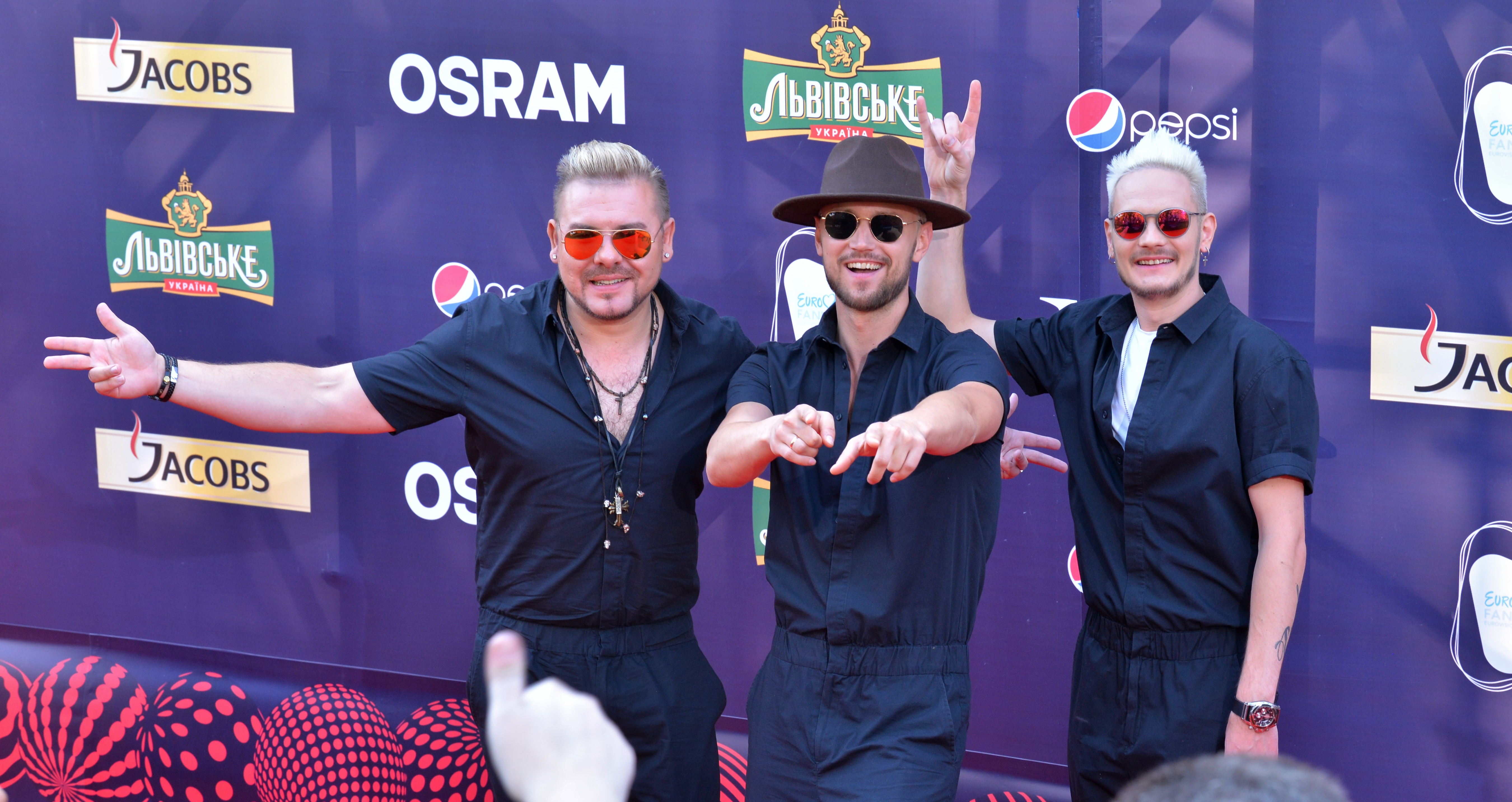
SunStroke Project v roce 2017

Poté, co země v roce 2006 skončila na 20. místě, se národní vysílatel rozhodl dalšího ročníku nezúčastnit. Po nátlaku veřejnosti ale nakonec došlo k obratu a na soutěž byla vyslána zpěvačka Natalia Barbu s písní „Fight“. Umístila se na 10. místě.
V roce 2008 země poprvé nepostoupila do finále. O rok později skončila Nelly Ciobanu na 12. místě. V roce 2010 se celosvětově proslavil saxofonista Sergej Stepanov ze skupiny SunStroke Project díky 30sekundovému sólu a získal přezdívku Epic Sax Guy.
V roce 2011 se do soutěže vrátila skupina Zdob și Zdub a s písní „So Lucky“ skončila na 12. místě. Zároveň Moldavsko již potřetí postoupilo do finále z posledního místa. V dalších dvou letech Moldavsko skončilo jedenácté.
V letech 2014–2016 země skončila v semifinále poslední, jedenáctá a předposlední, ani jednou tak nepostoupila do finále. V roce 2017 ale došlo k průlomu, kdy skupina SunStroke Project skončila 2. v semifinále a 3. ve finále. Mezi 10 nejlepších se země dostala i o rok později, v roce 2019 ale opět Moldavsko skončilo těsně před branami finále.
V roce 2020 měla zemi reprezentovat Natalia Gordienko, ročník byl ale kvůli pandemii covidu-19 zrušen. Natalia byla vybrána i pro následující ročník, kdy ve finále skončila na 13. místě. Její 17 sekund trvající tón se stal tím nejdelším v historii soutěže.

## Výsledky
| Rok  | Interpret                                    | Píseň               | Jazyk                  | Finále        | Finále        | Semifinále                | Semifinále                |
| Rok  | Interpret                                    | Píseň               | Jazyk                  | Pořadí        | Body          | Pořadí                    | Body                      |
| ---- | -------------------------------------------- | ------------------- | ---------------------- | ------------- | ------------- | ------------------------- | ------------------------- |
| 2005 | Zdob și Zdub                                 | „Boonika bate doba“ | angličtina, rumunština | 6.            | 148           | 2.                        | 207                       |
| 2006 | Arsenium feat. Natalia Gordienko a Connect-R | „Loca Loca“         | angličtina             | 20.           | 22            | TOP 11 z předchozího roku | TOP 11 z předchozího roku |
| 2007 | Natalia Barbu                                | „Fight“             | angličtina             | 10.           | 109           | 10.                       | 91                        |
| 2008 | Geta Burlacu                                 | „A Century of Love“ | angličtina             | nepostup      | nepostup      | 12.                       | 36                        |
| 2009 | Nelly Ciobanu                                | „Hora din Moldova“  | rumunština, angličtina | 14.           | 69            | 5.                        | 106                       |
| 2010 | SunStroke Project a Olia Tira                | „Run Away“          | angličtina             | 22.           | 27            | 10.                       | 52                        |
| 2011 | Zdob și Zdub                                 | „So Lucky“          | angličtina             | 12.           | 97            | 10.                       | 54                        |
| 2012 | Pasha Parfeny                                | „Lăutar“            | angličtina             | 11.           | 81            | 5.                        | 100                       |
| 2013 | Aliona Moon                                  | „O mie“             | rumunština             | 11.           | 71            | 4.                        | 95                        |
| 2014 | Cristina Scarlat                             | „Wild Soul“         | angličtina             | nepostup      | nepostup      | 16.                       | 13                        |
| 2015 | Eduard Romanyuta                             | „I Want Your Love“  | angličtina             | nepostup      | nepostup      | 11.                       | 41                        |
| 2016 | Lidia Isac                                   | „Falling Stars“     | angličtina             | nepostup      | nepostup      | 17.                       | 33                        |
| 2017 | SunStroke Project                            | „Hey Mamma“         | angličtina             | 3.            | 374           | 2.                        | 291                       |
| 2018 | DoReDoS                                      | „My Lucky Day“      | angličtina             | 10.           | 209           | 3.                        | 235                       |
| 2019 | Anna Odobescu                                | „Stay“              | angličtina             | nepostup      | nepostup      | 12.                       | 85                        |
| 2020 | Natalia Gordienko                            | „Prison“            | angličtina             | ročník zrušen | ročník zrušen | ročník zrušen             | ročník zrušen             |
| 2021 | Natalia Gordienko                            | „Sugar“             | angličtina             | 13.           | 115           | 7.                        | 179                       |
| 2022 | Zdob și Zdub a Advahov Brothers              | „Trenulețul“        | rumunština             | 7.            | 253           | 8.                        | 154                       |
| 2023 | Pasha Parfeni                                | „Soarele și luna“   | rumunština             | 18.           | 96            | 5.                        | 109                       |
| 2024 | Natalia Barbu                                | „In the Middle“     | angličtina             | nepostup      | nepostup      | 13.                       | 20                        |

| Legenda | Legenda                              |
| ------- | ------------------------------------ |
| 1       | 1. místo                             |
| 2       | 2. místo                             |
| 3       | 3. místo                             |
| ◁       | poslední místo                       |
| X       | interpret vybrán, ale nezúčastnil se |

## Galerie

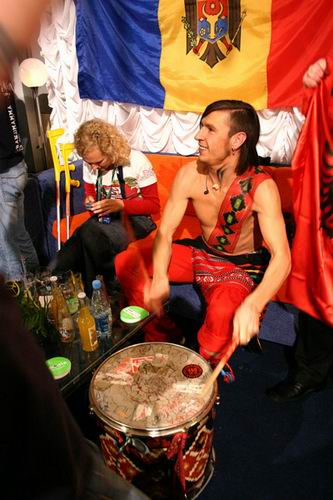
Zdob și Zdub v Kyjevě (2005)
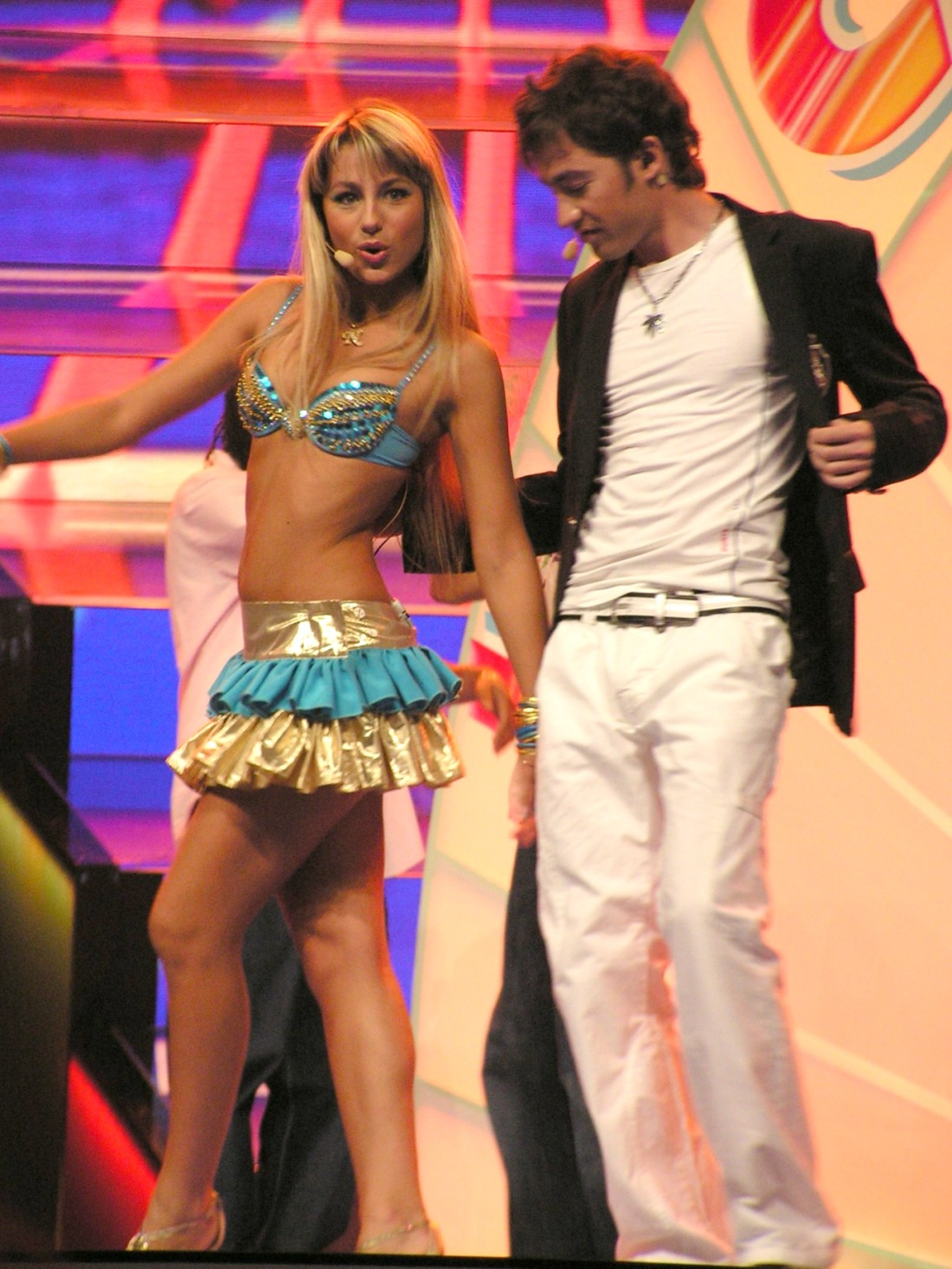
Natalia Gordienko a Arsenium v Athénách (2006)
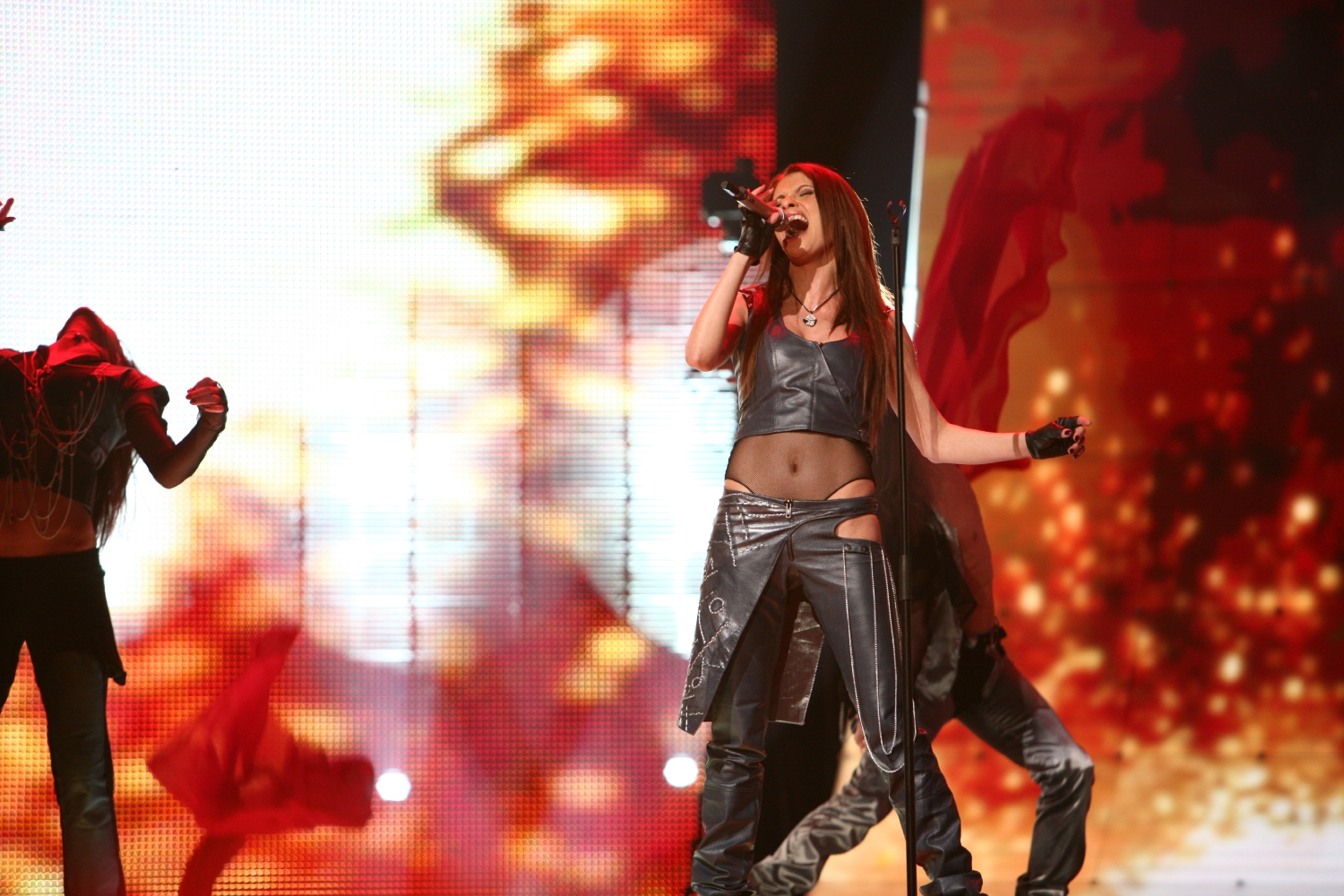
Natalia Barbu v Helsinkách (2007)
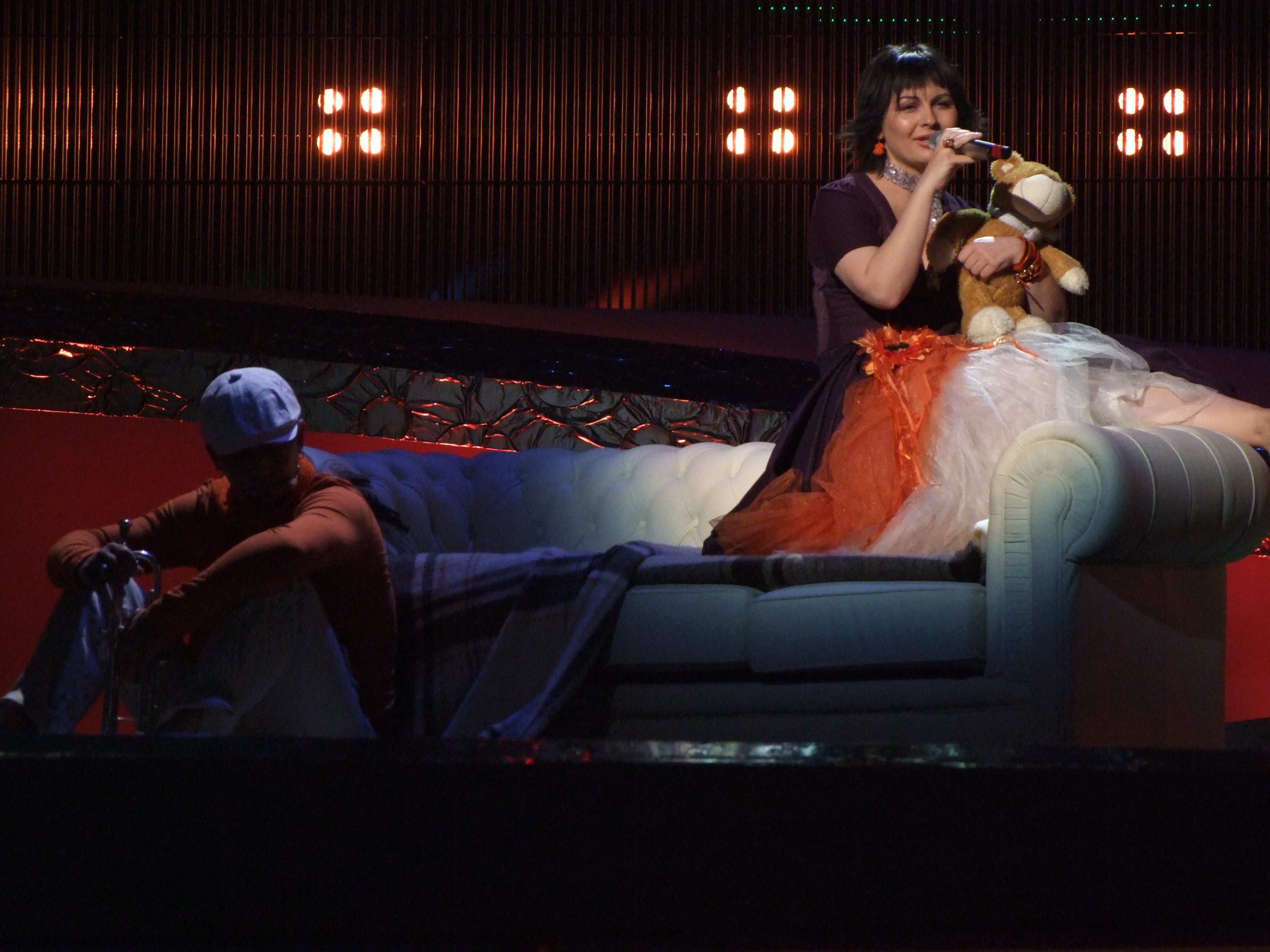
Geta Burlacu v Bělehradu (2008)
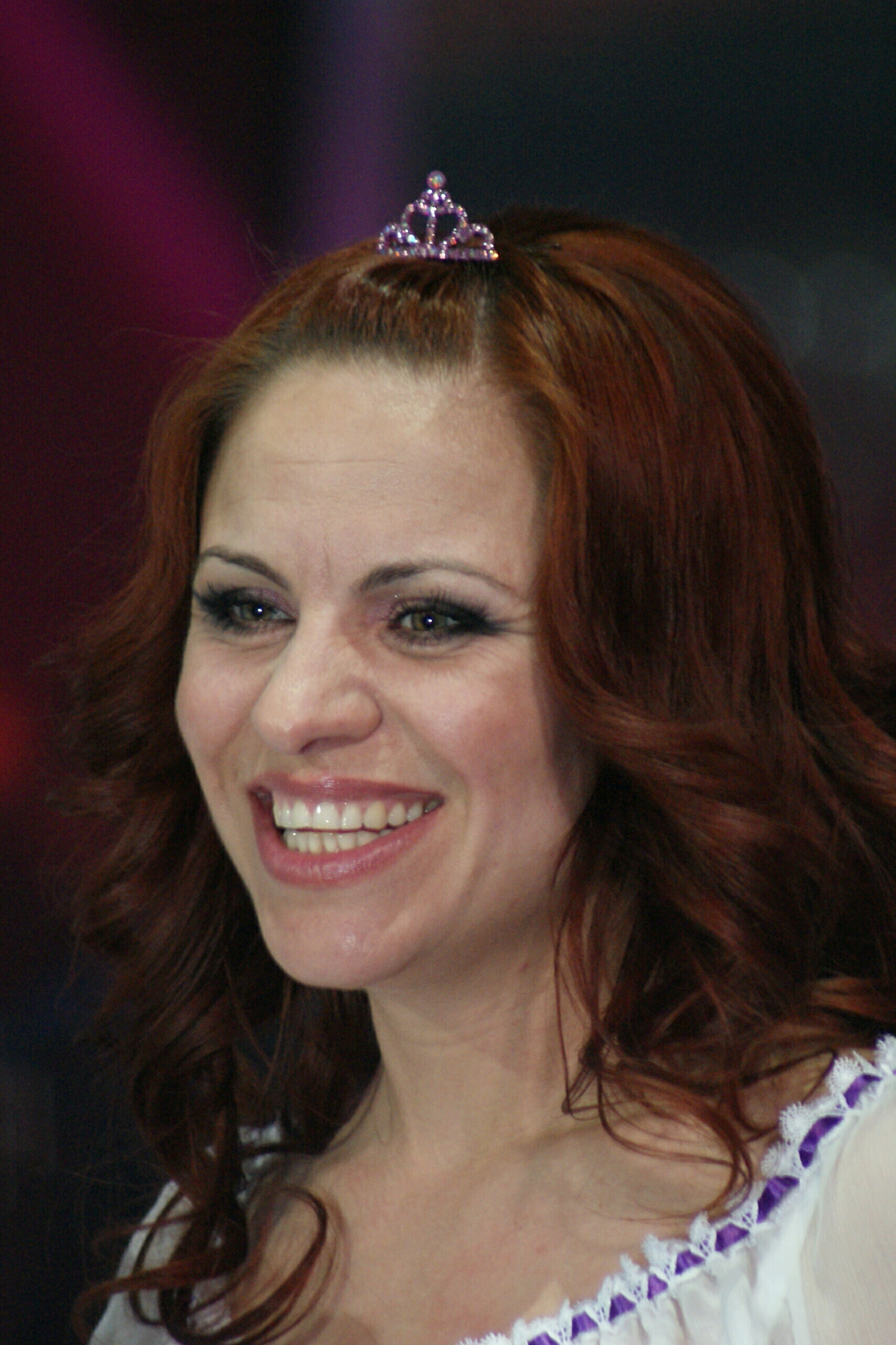
Nelly Ciobanu v Moskvě (2009)
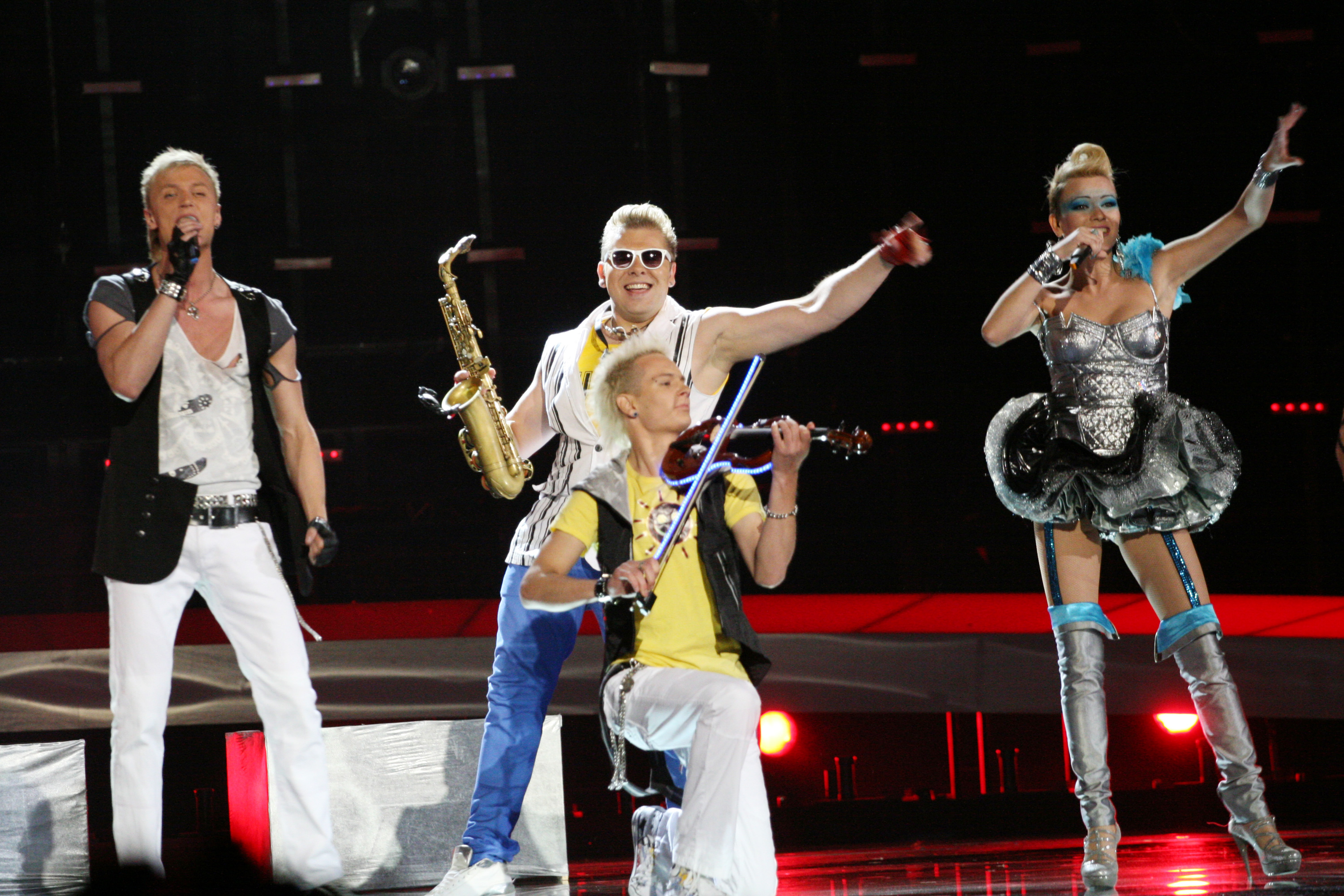
SunStroke Project a Olia Tira v Oslu (2010)
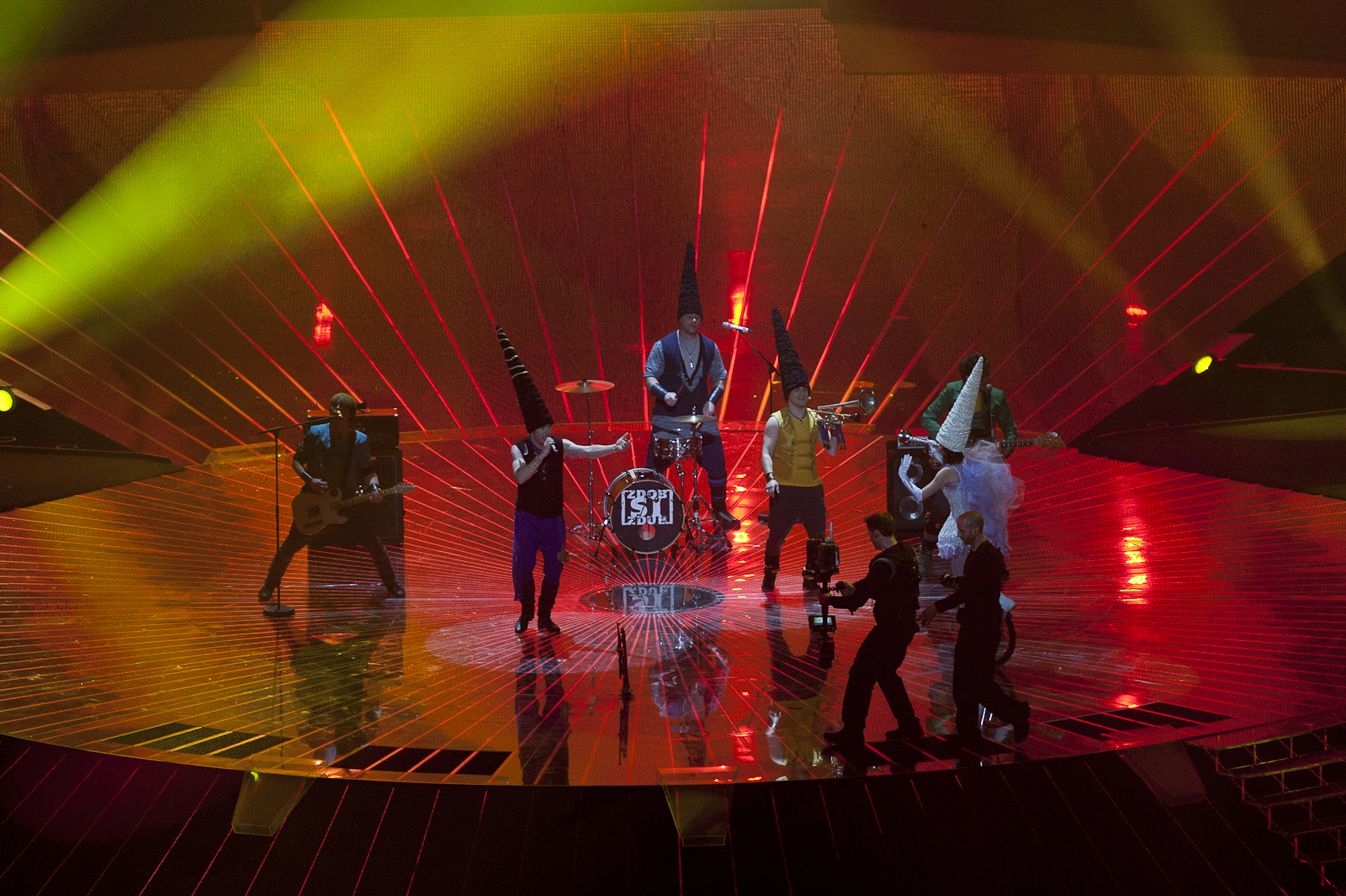
Zdob și Zdub v Düsseldorfu (2011)
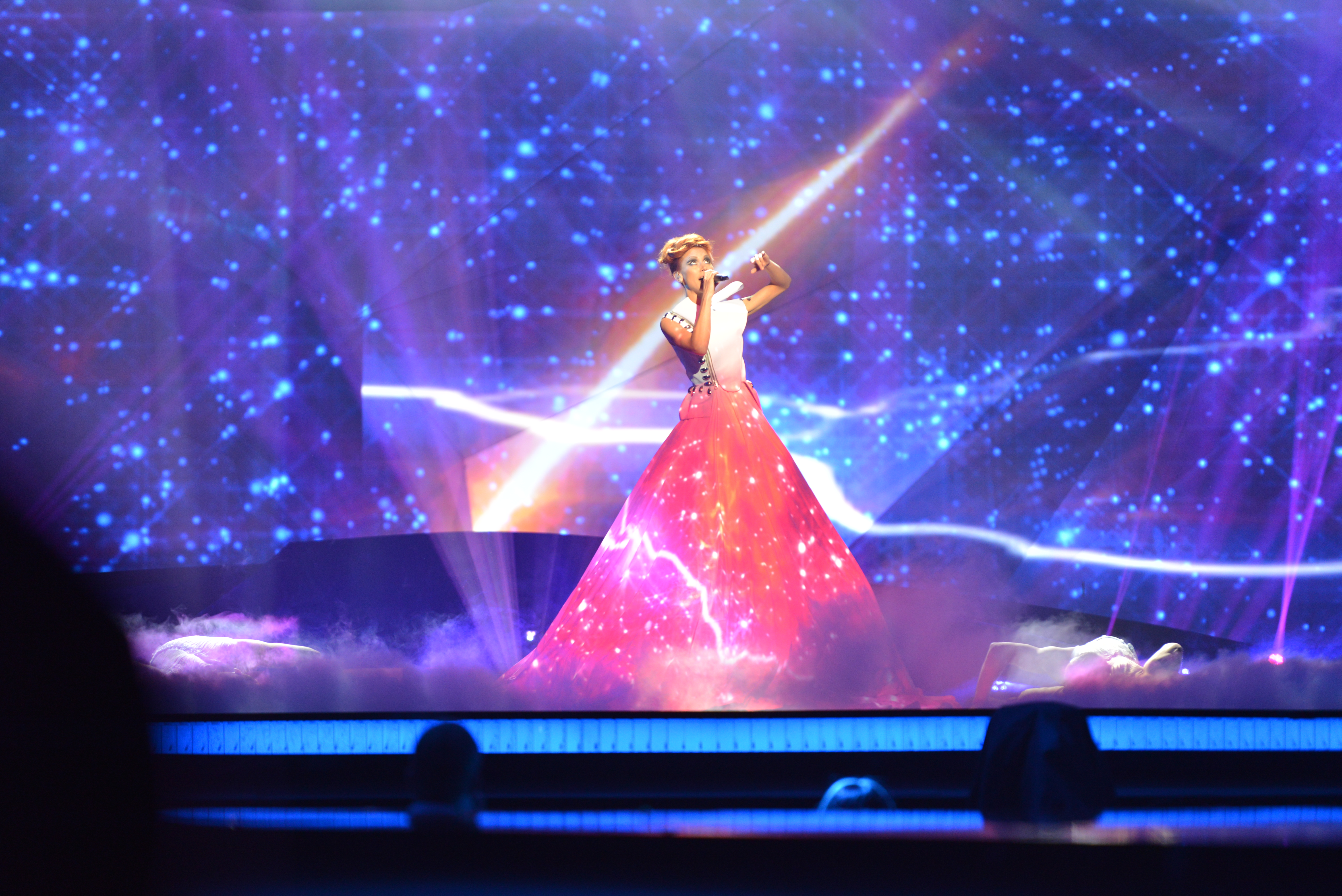
Aliona Moon v Malmö (2013)
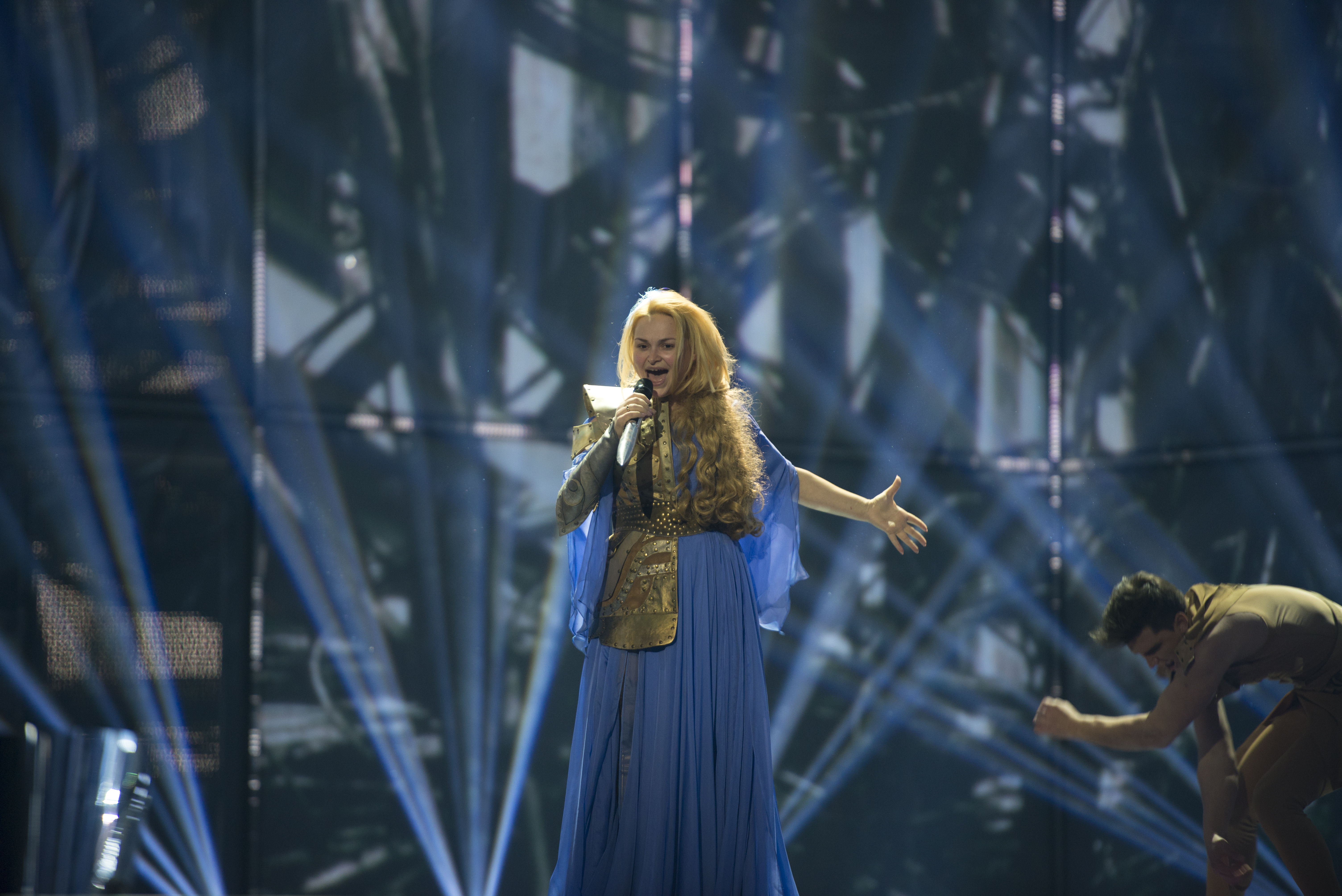
Cristina Scarlat v Kodani (2014)
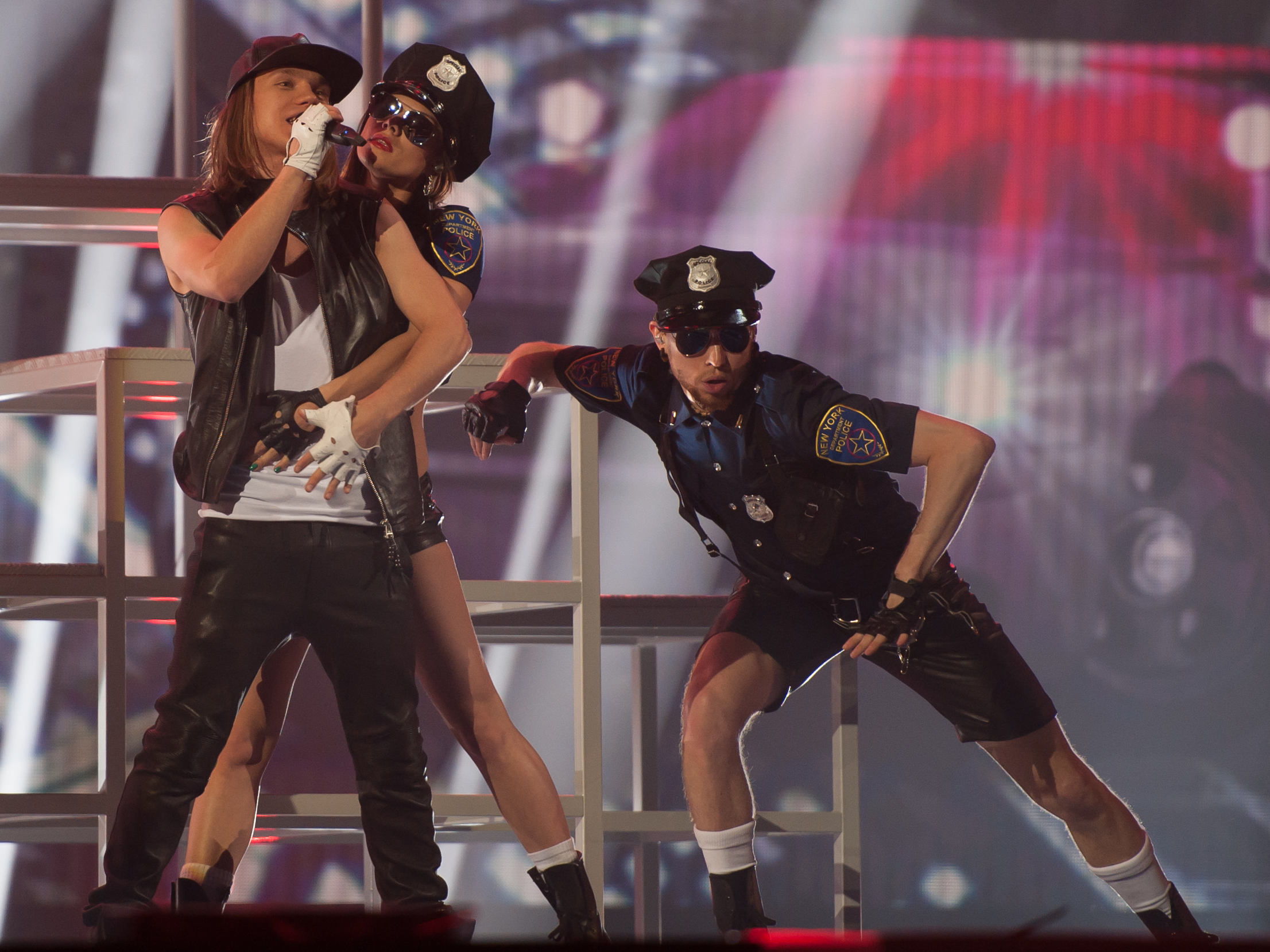
Eduard Romanyuta ve Vídni (2015)
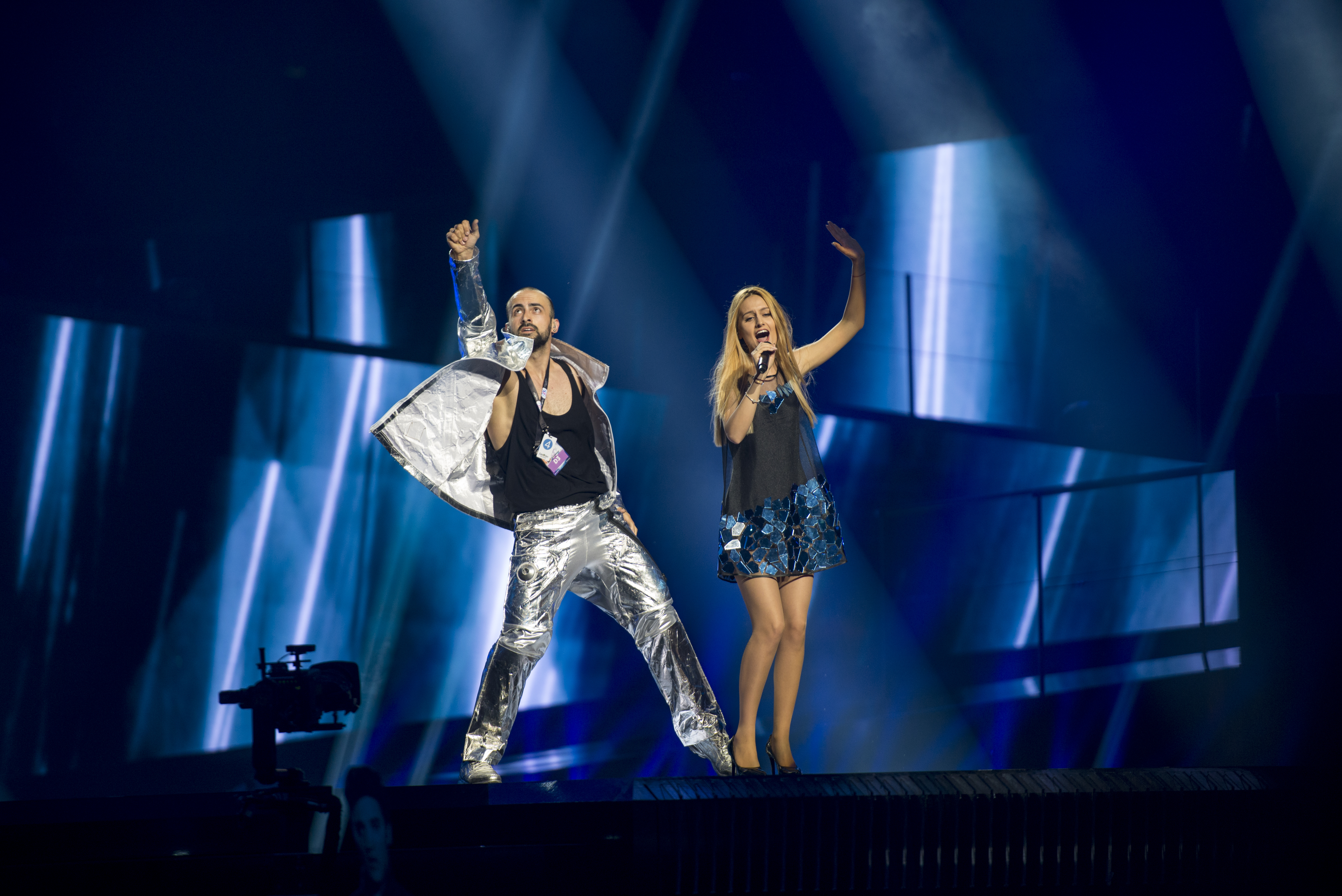
Lidia Isac ve Stockholmu (2016)
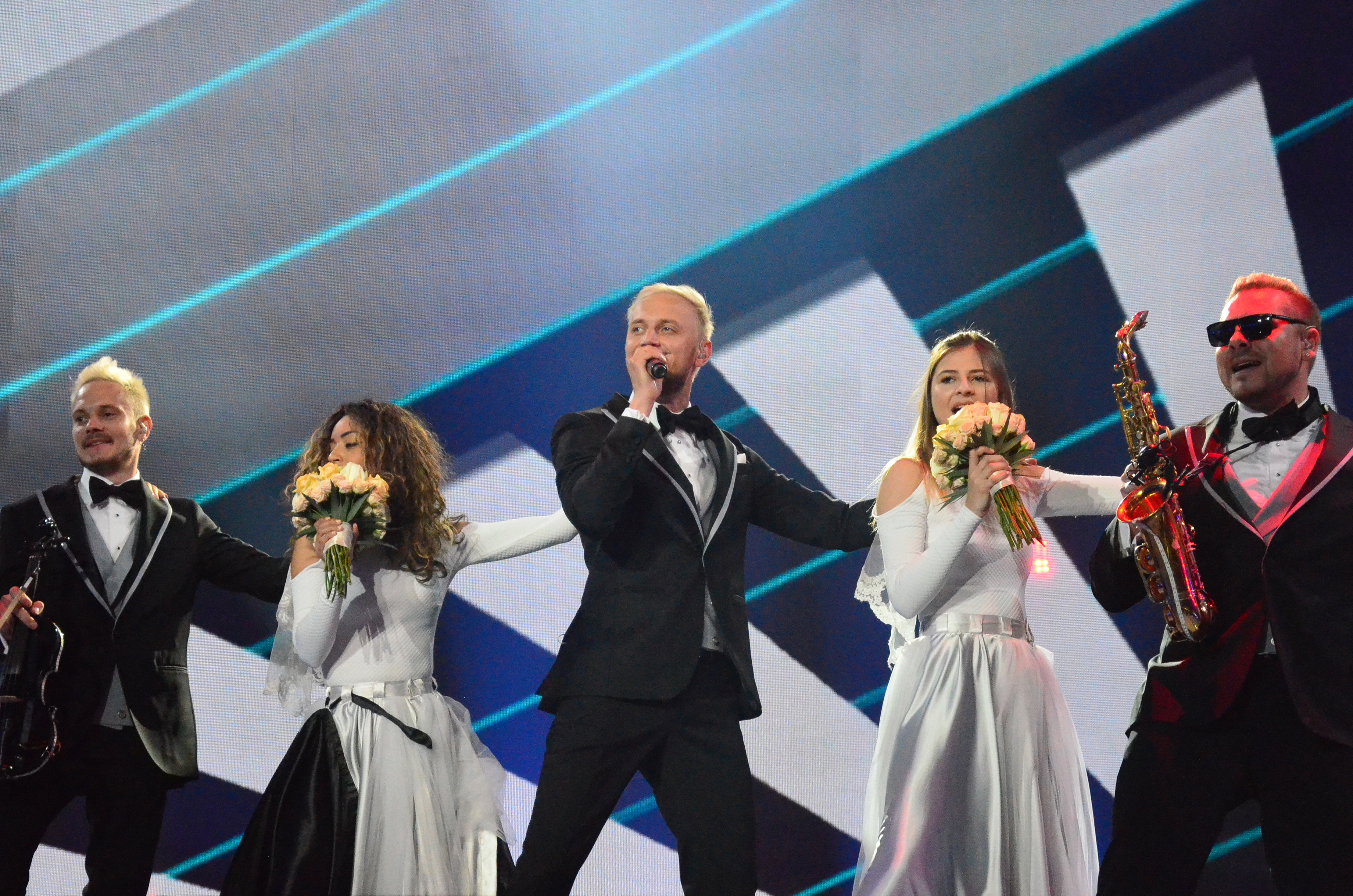
SunStroke Project v Kyjevě (2017)
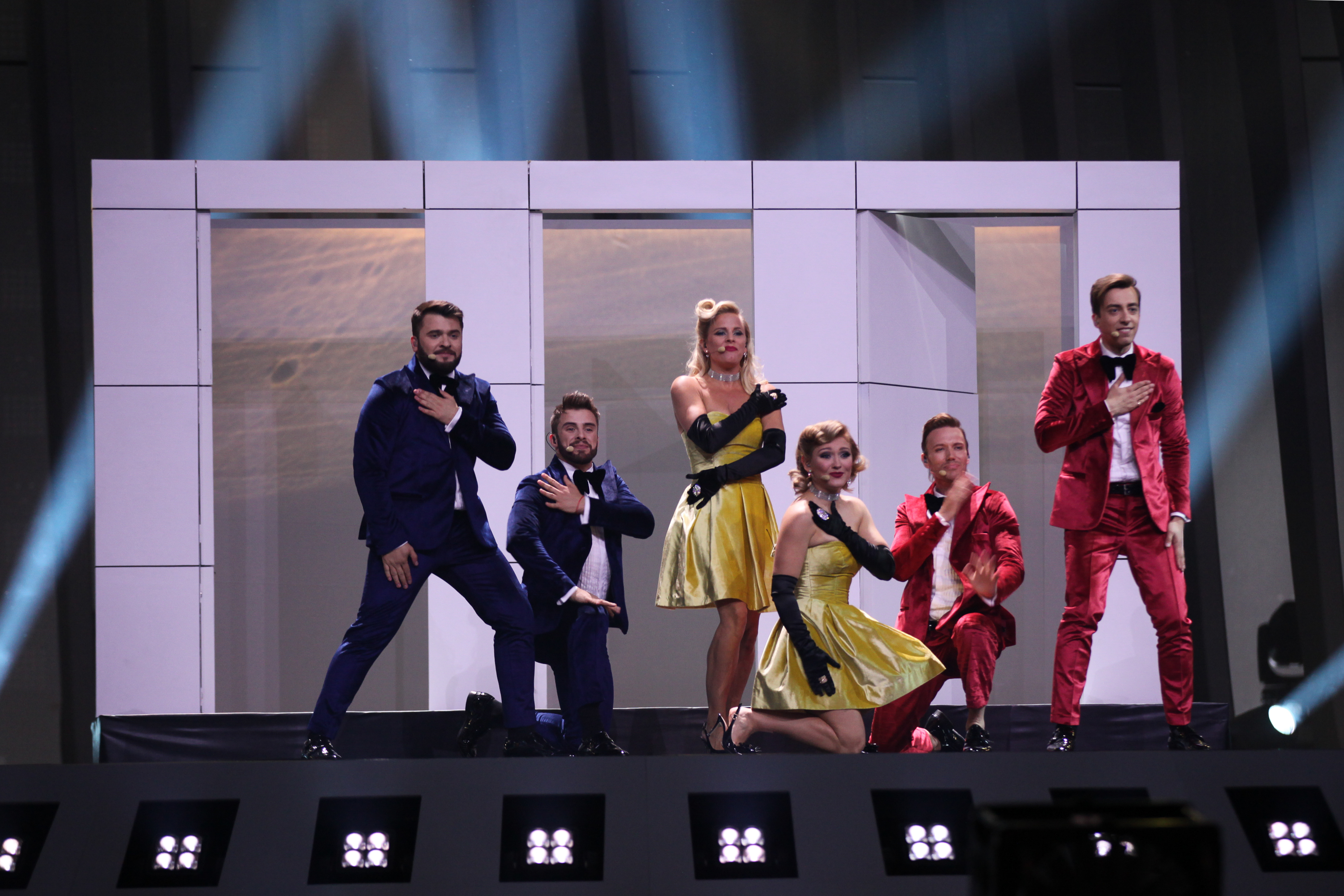
DoReDoS v Lisabonu (2018)
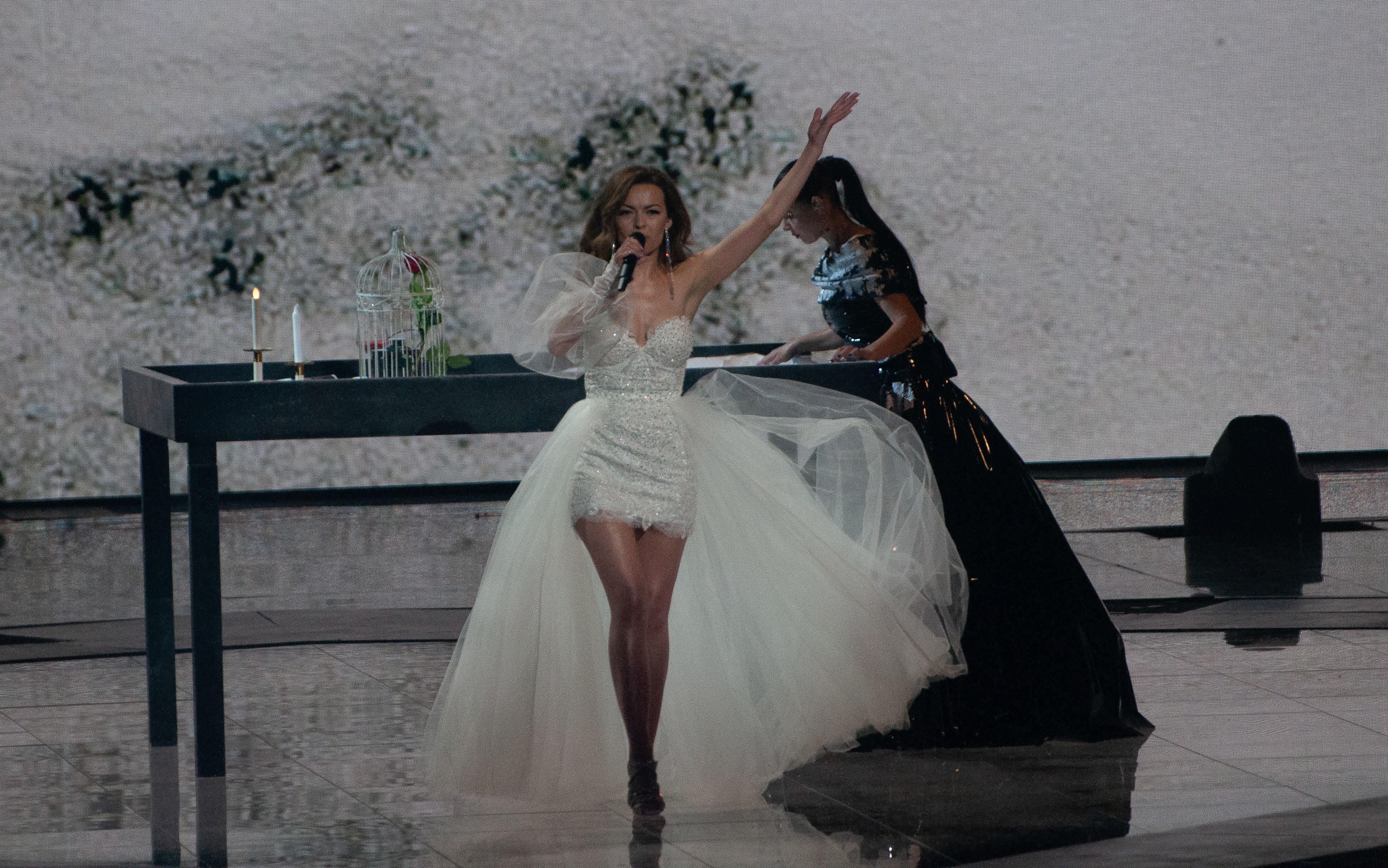
Anna Odobescu v Tel Avivu (2019)
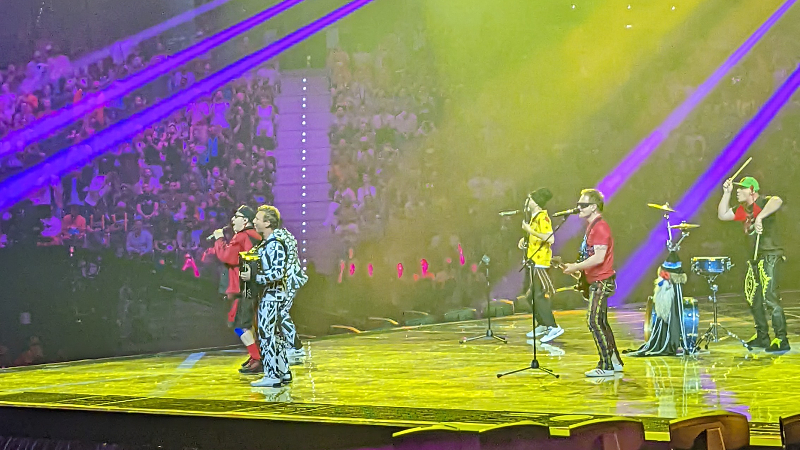
Zdob și Zdub a Advahov Brothers v Turíně (2022)
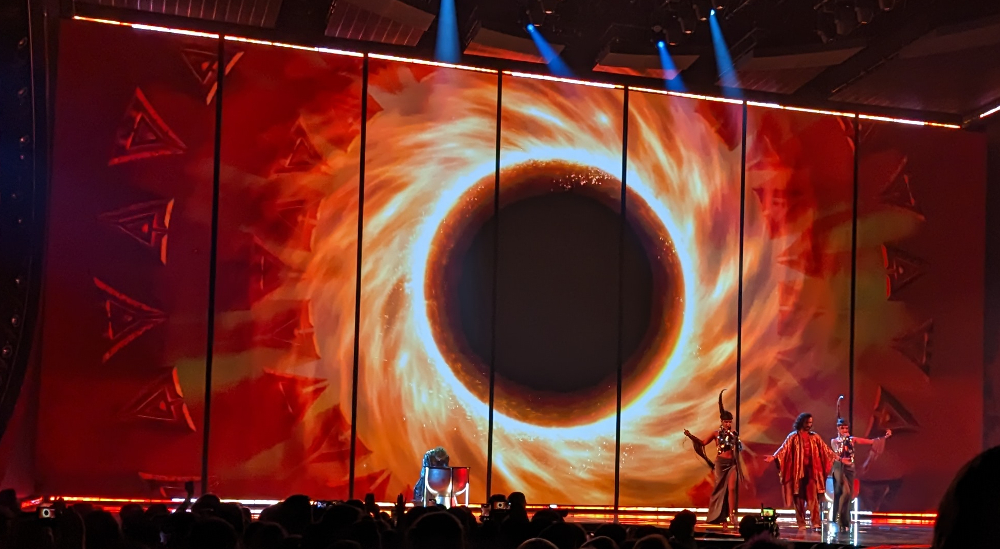
Pasha Parfeni v Liverpoolu (2023)
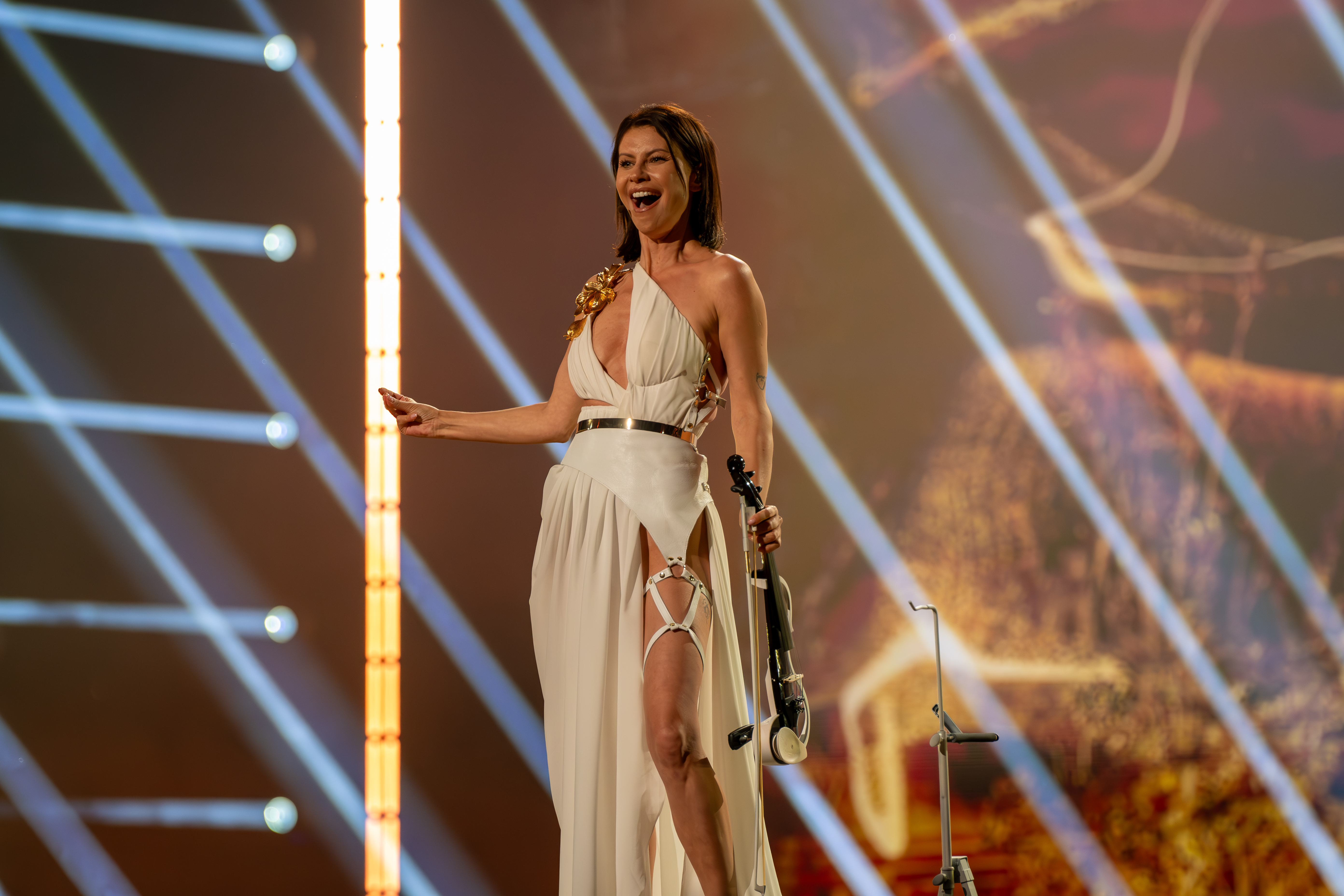
Natalia Barbu v Malmö (2024)